# Nokia N70
Nokia N70 je multimediální smartphone od společnosti Nokia. Prodej byl zahájen ve třetím čtvrtletí roku 2005, v České republice 5. října 2005. U operátorů se prodával do června 2008.

## Funkce
Nokia N70 je model spadající do kategorie Nseries. Je vybaven 2megapixelovým fotoaparátem s bleskem, předním fotoaparátem (umožňující videohovory), FM rádiem, Bluetooth, hudebním přehrávačem, Java hrami atd.
Telefon pracuje s operačním systémem Symbian 8.1.
V roce 2006 byla představena verze Nokia N70 Music Edition.

## Hlavní vlastnosti
| Vlastnosti              | Specifikace                                                                             |
| ----------------------- | --------------------------------------------------------------------------------------- |
| Tvar                    | Candybar                                                                                |
| Platforma               | Series 60 (S60) 2nd Edition                                                             |
| Operační Systém         | Symbian OS 8.1                                                                          |
| GSM frekvence           | 900/1800/1900 MHz                                                                       |
| GPRS                    | Ano                                                                                     |
| EDGE                    | Ano                                                                                     |
| W-CDMA                  | Ano                                                                                     |
| Hlavní displej          | 2,1palcový QVGA, TFT, 262 144 barev, 176×208 pixelů, Always on display                  |
| Fotoaparát              | 2megapixelový fotoaparát, dvacetinásobný digitální zoom, blesk, samospoušť, noční režim |
| Nahrávání videa         | Ano (Formát: MP4, 3GP. Maximální rozlišení: 352×288 pixelů.)                            |
| Webový prohlížeč        | Ano. Plná verze prohlížeče Web browser                                                  |
| Multimediální zprávy    | Ano                                                                                     |
| Video hovory            | Ano                                                                                     |
| Push to talk            | Ano                                                                                     |
| Podpora Javy            | Ano                                                                                     |
| Dostupná vnitřní paměť  | 30 MB                                                                                   |
| Slot na paměťové karty  | Ano, RS-DV-MMC                                                                          |
| Bluetooth               | 2.0                                                                                     |
| Infračervený port       | Ne                                                                                      |
| Podpora datového kabelu | Ano                                                                                     |
| E-mail klient           | Ano                                                                                     |
| Baterie                 | Li-Ion 970 mAh                                                                          |
| Váha                    | 126 gramů                                                                               |
| Rozměry                 | 110×49×19 mm                                                                            |
| Dostupnost              | Neprodává se                                                                            |

## Verze N70-5
Dva měsíce poté, co se začala prodávat Nokia N70, představila Nokia verzi bez podpory 3G. Nokia N70-5 nemá přední kameru, jinak jsou všechny funkce stejné jako u základní verze. Svoje uplatnění našla na trzích Mexika a východní Evropy, kde uživatelé nemohou technologii 3G využít a zároveň je verze N70-5 levnější.

### Recenze
- Recenze na mobilmanii
- Recenze na mobil.idnes
- Recenze na clanky.katalogmobilu Archivováno 8. 8. 2008 na Wayback Machine.